# サラリーマン刑事
『サラリーマン刑事』（サラリーマンでか）は、1998年から2004年までフジテレビ系「金曜エンタテイメント」で放送された刑事ドラマシリーズ。全4回。主演は西村雅彦。
かつて刑事だったこともあるが訳あって現在は警察事務職員に転じた西村扮する会計課員が、鈴木杏樹扮する女性刑事と共に事件を解決に導くストーリー。

## 登場人物

### 神奈川県警横浜西警察署

#### 会計課
武富春彦
演 - 西村雅彦
課長補佐。事務一筋20年だが元は優秀な刑事で独自の意見と分析を持っている。家族は妻・ゆかりと息子・学。
小塚
演 - 石井愃一
課長。第3作は浮気がバレて妻が家を出て行く。第4作は県警本部への栄転が内示されるがラストで取り消しになる。
佐倉
演 - 大森ヒロシ【旧・大森博】（第1作 - 第3作）
主任。
太田雅志
演 - 中村久光（第1作）、田中智也（第2作）、山岡一（第3作）
署員。
三井りか/山村美智子
演 - 佳田玲奈
署員。第1作から第3作は「三井りか」、第4作は「山村美智子」の名前で登場。

#### 刑事課
神田みゆき
演 - 鈴木杏樹
巡査長。元交通課の新米刑事。第2作では刑事になって半年。第1作で武富と二人三脚で捜査をして以降、殺人事件があれば武富に見解を聞きに行く。
御子柴
演 - 河原さぶ（第1作・第3作）、丸岡奨詞（第2作）
刑事。新米刑事のみゆきを煙たがっている。
松尾/中島
演 - 飯田基祐
刑事。第1作から第3作は「松尾」、第4作は「中島」の名前で登場。
藤森
演 - 中丸新将（第2作）、森下哲夫（第3作）、松重豊（第4作）
課長。

### 武富家
武富ゆかり
演 - 山下容莉枝
春彦の妻。
武富学
演 - 三觜要介（第3作）、小林京雄（第4作）
春彦とゆかりの息子。第4作は聖和学園初等部を受験するが結果は不合格。

### ゲスト
第1作「史上最も情けない刑事誕生！会計課ひと筋の中年男と新米OL刑事が殺人事件に挑戦!!超頭脳犯の巧妙なワナ！見なかったコトにしていいですか」（1998年）
- 沖田由美（OL） - 黒沢あすか
- 石井浩司（バンドマン・由美の恋人） - 萩原匠
- 栗田弥生（栗田の妻） - 森口瑤子
- スナック「キャッスル」ママ - あがりた亜紀
- 由美の会社の同僚 - 鈴木美恵
- 由美の実家の隣人 - 相馬剛三
- 由美のマンションの住人 - 松本じゅん
- 由美のマンション管理人 - 森喜行
- 静岡県立白河東高等学校 教員 - 井上浩
- アナウンサー - 松澤重雄
- ピザの宅配員 - 北村隆幸
- 静岡県警 警察官 - 佐藤裕一
- 小塚（小塚の妻） - 西美子
- 栗田和人（神奈川県警横浜西警察署 刑事課長・武富春彦の同期） - 益岡徹

第2作「警察署の超カタブツ会計課職員&新米OL刑事…署内最弱コンビが上司に内緒で挑むのは…初潜入！ファンションヘルス殺人事件」（1999年）
- ユカ（ファッションヘルス「イエローキャブ」従業員） - 小島聖
- 高野真一（ファッションヘルス「イエローキャブ」店長 兼 英子の共同経営者） - 相島一之
- 神奈川県警横浜西警察署刑事課 刑事 - 大川浩樹、小原雅人
- 後藤（下仁田中央警察署 刑事） - 唐沢民賢
- 安西英子（ファッションヘルス「イエローキャブ」社長） - 葉山レイコ
- ルミ（ファッションヘルス「イエローキャブ」従業員・本名「水野タエコ」） - 中込佐知子
- 群馬県下仁田町の住人 - 江良潤、北川智繪
- ファッションヘルス「イエローキャブ」の客 - 河野洋一郎
- 小料理屋女将 - 横尾香代子
- 神奈川県警横浜西警察署 立番警官 - 伊藤和重
- ファッションヘルス「イエローキャブ」呼び込み - 中島透
- 喜多麻紀（リポーター） - 喜多麻紀（本人役）
- スミレ（ファッションヘルス「イエローキャブ」従業員） - 練木有美子
- 吉川雄二（印刷業「吉川プリント」経営者） - 村田雄浩

第3作「史上最も情けない刑事は相変わらずの会計課職員！連続殺人現場に残るABCの謎文字…トリック解明は私におまかせ」（2000年）
- 加地頼子（OL・神田みゆきの学生時代からの友人） - 西田尚美
- 宇野啓介（ジャーナリスト・頼子の恋人） - 郷田ほづみ
- 田口伸二（白鯨出版 社長） - 市川勇
- 片桐（冒頭の武富春彦を人質にした容疑者） - 西凜太朗
- 加藤（「ABCキラー」連続殺人事件に出向している刑事） - 水上竜士
- 安田富男（倉庫関係者） - 伊藤正之
- 沢田（神奈川県警横浜西警察署刑事課 刑事） - 西岡竜一朗
- 神奈川県警横浜西警察署刑事課 刑事 - 森永健司
- 出版関係者 - BOB藤原
- 白鯨出版 社員 - のむらゆみ
- 本屋店主 - 諏訪部仁

第4作「息子のお受験騒動に悩む生真面目 刑事が巻き込まれた謎の保険金殺人…巧妙に仕組まれた完全犯罪の裏には悲しき愛憎の悲劇が」（2004年）
- 永瀬（神奈川県警横浜西警察署刑事課 新米刑事） - 河相我聞
- 末次智宏（末次法律事務所 弁護士） - 陰山泰
- 新倉政夫（レストラン「エクセレンテ」経営者） - 市川勇
- 柏木淳一郎（市会議員・貿易会社社長） - 遠藤たつお
- 横山聡史（日報新聞社会部 記者・永瀬の大学の先輩） - 青木伸輔
- 吉田（神奈川県警横浜西警察署会計課） - 隈部洋平
- 今井（神奈川県警横浜西警察署会計課） - 満田伸明
- 安川（工場建設反対派） - 山上賢治
- 新倉妙子（クラブ「倫敦」ママ・新倉の妻） - 青山知可子
- 田端光男（柏木の部下） - 須賀友之
- 柏木靖子（柏木の別居中の妻） - 滝本ゆに
- ミチル（クラブ「倫敦」ホステス） - 大塚安里
- 柏木のマンション管理人 - 相川裕滋
- 神奈川県警横浜西警察署 署長 - 中山克己
- ヤクザ - 伊藤竜也
- 神奈川県警横浜西警察署刑事課 刑事 - 光宣、川倉正一
- 田端（田端の母） - 三上瓔子
- 聖和学園 面接官 - 宇納侑玖

## スタッフ
- 企画 - 清水賢治（フジテレビ）、石原隆（フジテレビ）、鈴木吉弘（フジテレビ）
- 脚本 - 高橋留美（第1作）、尾崎将也（第2作・第3作）、前川洋一（第4作）
- 演出 - 河野圭太（第1作・第4作）、佐藤祐市（第2作）、西谷弘（第3作）
- プロデューサー - 関口静夫
- 制作 - フジテレビ、共同テレビジョン

## 放送日程
| 話数 | 放送日        | サブタイトル | 脚本     | 演出     |
| ---- | ------------- | --- | -------- | -------- |
| 1    | 1998年2月20日 | 史上最も情けない刑事誕生！会計課ひと筋の中年男と新米OL刑事が殺人事件に挑戦!! 超頭脳犯の巧妙なワナ！見なかったコトにしていいですか | 高橋留美 | 河野圭太 |
| 2    | 1999年5月28日 | 警察署の超カタブツ会計課職員&新米OL刑事… 署内最弱コンビが上司に内緒で挑むのは…初潜入！ファッションヘルス殺人事件                  | 尾崎将也 | 佐藤祐市 |
| 3    | 2000年9月15日 | 史上最も情けない刑事は相変わらずの会計課職員！ 連続殺人現場に残るABCの謎文字…トリック解明は私におまかせ                           | 尾崎将也 | 西谷弘   |
| 4    | 2004年3月05日 | 息子のお受験騒動に悩む生真面目刑事が巻き込まれた謎の保険金殺人… 巧妙に仕組まれた完全犯罪の裏には悲しき愛憎の悲劇が                | 前川洋一 | 河野圭太 |